# St. Jakobi (Süderbrarup)

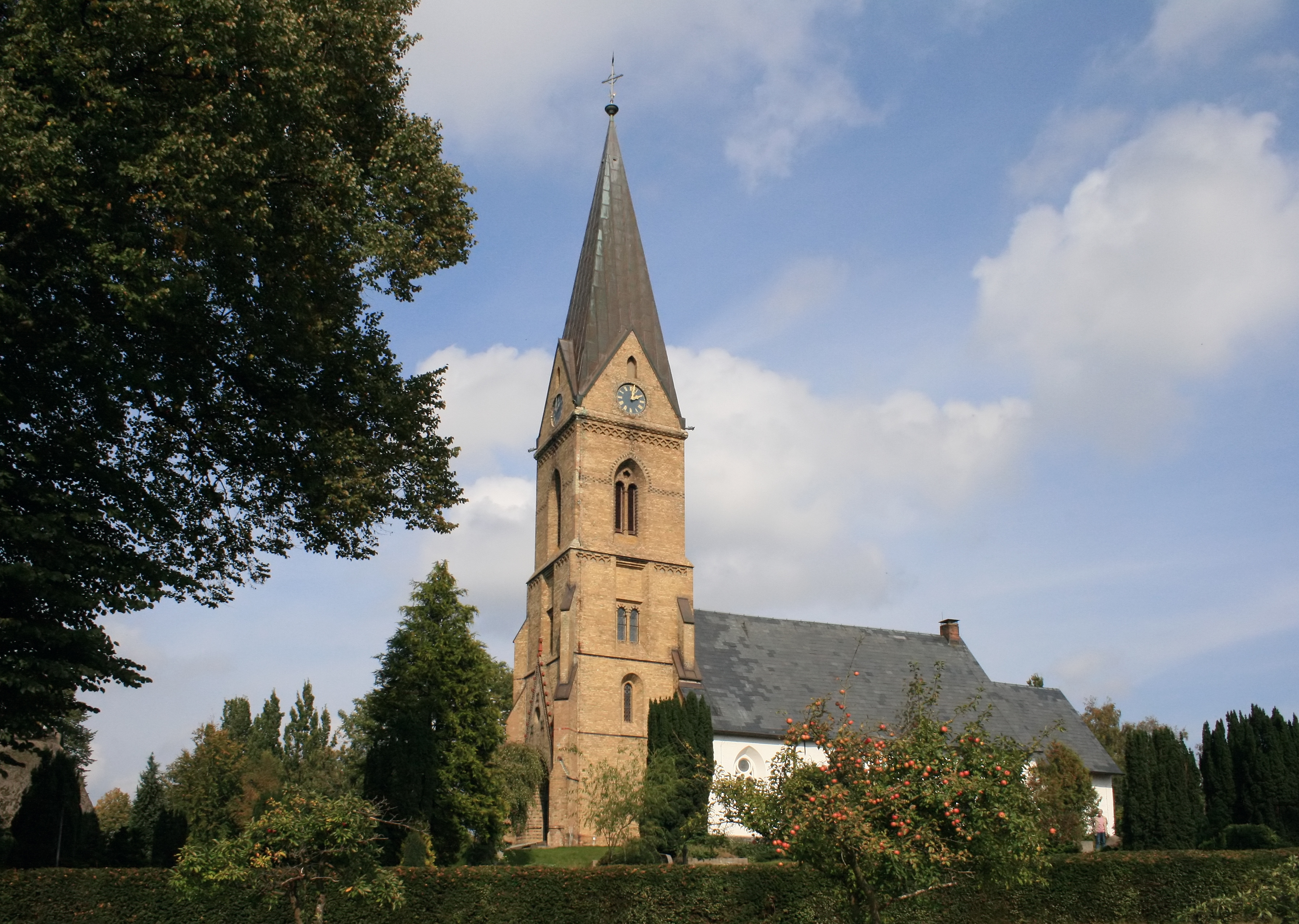
St. Jakobi in Süderbrarup

Die Kirche St. Jakobi in Süderbrarup, einer Gemeinde im Kreis Schleswig-Flensburg in Schleswig-Holstein, gehört zur Kirchengemeinde Süderbrarup im Kirchenkreis Schleswig-Flensburg der Evangelisch-Lutherischen Kirche in Norddeutschland. Die kleine Feldsteinkirche aus dem 12. Jahrhundert wurde 1890/92 vergrößert und neugotisch umgestaltet. Sie ist ein geschütztes Kulturdenkmal mit der Objekt-ID 5130 im Denkmalschutzgesetz.

## Beschreibung und Geschichte
Die St.-Jakobi-Kirche in Süderbrarup ist in ihren Grundzügen eine romanische Feldsteinkirche des späten 12. Jahrhunderts und ähnelte damit den zahlreichen weiteren romanischen Kirchen in Angeln. Als Patroziniumsheiligen hatte sie den Apostel Jakobus der Ältere. Von dem mittelalterlichen Bau, einem Langhaus mit einem leicht nach Norden abgeknickten eingezogenen, gerade geschlossenen Chor im Osten, sind nur der Chorbogen und das 1976 wieder freigelegte Ostfenster in seiner ursprünglichen Form sichtbar.
Nach Umbauten um 1674/75 und einer Renovierung 1780 erfuhr die Saalkirche im 19. Jahrhundert große Veränderungen, die nicht zuletzt durch die starke Bevölkerungszunahme durch 1883 eröffneten Bahnverbindung nach Schleswig. erforderlich wurden. 1863 erfolgte zunächst der Einbau größerer, mit neugotischem Maßwerk aus Gusseisen verzierter Fenster. 1890 bis 1892 wurde nach Plänen von Adelbert Hotzen das Kirchenschiff nach Westen verlängert und der neugotische, durch Strebepfeiler gestützte Kirchturm davor gesetzt. Dessen oberstes Geschoss beherbergt den Glockenstuhl. In den Giebeln darüber befinden sich die Zifferblätter der Turmuhr. Die Sakristei an der Nordwand wurde 1911 angebaut.

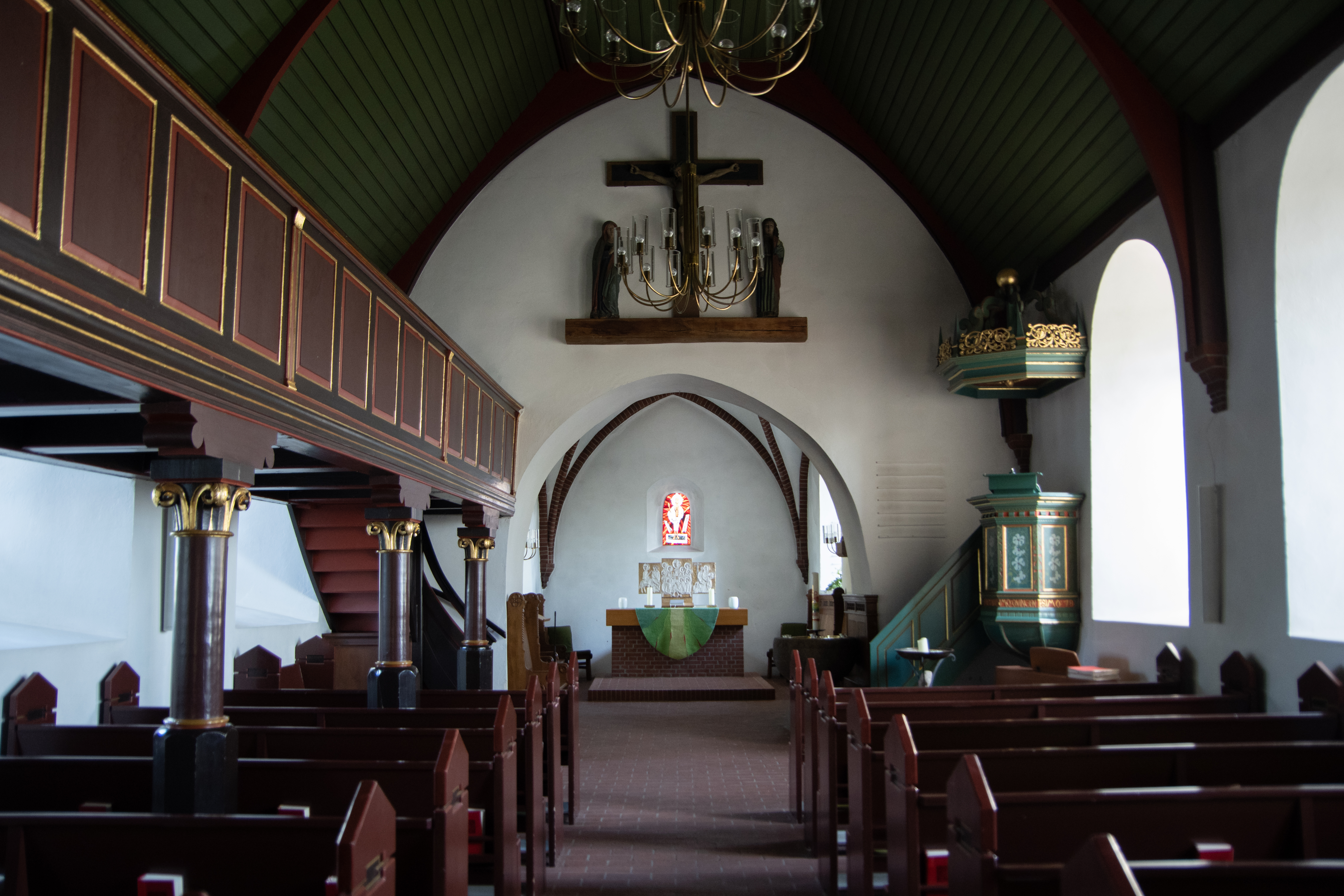
Innenraum

Der Innenraum wurde im Zuge des Umbaus Ende des 19. Jahrhunderts ebenfalls erneuert. Der Chor erhielt ein Kreuzrippengewölbe, und das Langhaus wurde mit einer hölzernen Tonnendecke überspannt. Im Norden und Westen des Langhauses wurden Emporen eingebaut. Der um 1845 angeschaffte neugotische Altaraufsatz mit einem Altarbild von  Carl Andreas August Goos wurde in den 1950er Jahren entfernt. 1976 erfolgte eine erneute Renovierung und Umgestaltung der Kirche. Aus dieser Zeit stammt auch die Ausmalung.

## Ausstattung
Das älteste Stück der Kirchenausstattung ist ein Taufbecken aus Granit, das um 1200 in die damals neu erbaute Kirche kam. Auf einem umgekehrten Würfelkapitell mit Köpfen an den Ecken steht die mit flachen Reliefs verzierte Kuppa. Zwischenzeitlich war das mittelalterliche Taufbecken aus der Kirche entfernt worden und stand auf einem Bauernhof. Stattdessen wurde die Taufschale an einem am Alatr befestigten Ring eingehängt.
An mittelalterlichen Schnitzarbeiten besitzt die Kirche eine um 1500 hergestellte, sehr einfache spätgotische Triumphkreuzgruppe, die jetzt über dem Chorbogen angebracht ist. Eine in der zweiten Hälfte des 13. Jahrhunderts geschaffene Statue der thronenden Madonna mit dem segnenden Jesuskind wurde im 15. Jahrhundert stark überarbeitet. Dabei wurde unter anderem die Krone abgesägt und ihrer Zacken beraubt. Die mittelalterlichen Fassungen sowie eine Übermalung von 1892 wurden 1953 bis auf wenige Reste in den Gewandfalten entfernt.
Die Kanzel im Renaissancestil stammt von 1578, der Schalldeckel von 1631.
Im Zuge der Renovierung von 1976 schuf Claus Wallner das Altarretabel aus Keramik. Das einem Flügelaltar nachempfundene Retabel zeigt Jesu Einzug in Jerusalem, das Abendmahl und die Grablegung. In dem im selben Jahr wieder geöffneten romanischen Fenster hinter dem Altar befindet sich ein ebenfalls von Wallner entworfenes Glasfenster mit Darstellung der Auferstehung. Ein barockes Gemälde des Abendmahls, das 1845 in den neugotischen Altar integriert war, wurde an der Seitenwand aufgehängt.
Eine ältere Kirchenorgel wurde 1839 verkauft, ohne dass ein neues Instrument angeschafft worden wäre. Die 1895 von Heinrich Vieth in Celle gebaute Orgel wurde 1931 von Oscar Walcker erweitert.

## Gemeinde
Das Kirchspiel Süderbrarup schloss sich schon im 18. Jahrhundert mit dem Kirchspiel Loit zusammen. Die Kirchengemeinde Süderbrarup-Loit fusionierte am 1. Januar 2019 mit den Kirchengemeinden Boren-Ulsnis mit der St.-Marien-Kirche in Boren, der St.-Wilhadi-Kirche in Ulsnis und der Gemeinde der St.-Marien-Kirche in Norderbrarup und der St.-Ursula-Kirche in Böel zur evangelisch-lutherischen Kirchengemeinde Süderbrarup mit insgesamt sechs mittelalterlichen Kirchen und drei Pastoren im Kirchenkreis Schleswig-Flensburg der Evangelisch-Lutherischen Kirche in Norddeutschland.